# David Hockney
David Hockney (Bradford, 9 de julio de 1937) es un pintor, proyectista, escenógrafo, impresor y fotógrafo británico. Vive en Bridlington, Yorkshire del Este y Kensington, en Londres. Hockney mantiene dos residencias en California donde vivió por temporadas durante 30 años: una en Nichols Canyon, Los Ángeles, y una oficina en Santa Monica Boulevard en West Hollywood. Fue un importante contribuyente del movimiento conocido como Arte Pop en la década de 1960, siendo considerado uno de los artistas británicos más influyentes del siglo XX.
El 15 de noviembre de 2018 su obra Retrato de un artista (Piscina con dos figuras) fue vendida por la casa de subastas Christie's en Nueva York por un precio récord de U$90,3 millones de dólares (€79 millones de euros); consagrándolo como el artista vivo más caro del mundo.

## Biografía
Es el cuarto de cinco hijos de Laura y Kenneth Hockney (él, un objetor de conciencia en la Segunda Guerra Mundial). Fue educado en la Escuela Primaria de Wellington, Bradford Grammar School, Universidad de Bradford de Arte y en el Royal College of Art en Londres, donde conoció a R. B. Kitaj. Mientras estuvo ahí, Hockney dijo haberse sentido en casa y orgulloso de su trabajo. En el Royal College of Art, Hockney fue incluido en la exposición Jóvenes contemporáneos, junto con Peter Blake, anunciando la llegada del Arte Pop británico. A él se le asociaba con este movimiento, pero sus recientes obras tenían elementos del expresionismo abstracto, parecido a algunos trabajos de Francis Bacon. Cuando la RCA le advirtió de que no podían permitir que se graduase en 1962, Hockney creó el dibujo conocido como "El Diploma" en forma de protesta. Había rehusado escribir un ensayo requerido para el examen final, argumentando que debía ser evaluado sobre la base de sus obras únicamente. En reconocimiento a su talento, la RCA cambió sus reglas y le entregó su diploma.
Una visita a California, lugar en el que vivió muchos años, le inspiró a realizar una serie de pinturas de albercas utilizando pintura acrílica (relativamente nueva) de colores vibrantes, con un renderizado altamente realista. El artista se mudó a Los Ángeles en 1964, regresó a Londres en 1968, y de 1973 a 1975 vivió en París.
Regresó a Los Ángeles en 1978 y alquiló una casa a la orilla de un cañón. Años después adquirió la propiedad y la expandió para incluir su estudio. También tenía una casa de playa de 1,642 pies cuadrados en el 21039 de la Costa Pacífico en Malibú, la cual vendió en 1999 por alrededor de 1.5 millones de dólares.
Hockney es abiertamente homosexual, y a diferencia de Andy Warhol, de quien se hizo amigo, ha explorado abiertamente la naturaleza del amor gay dentro de sus retratos. Algunas veces representa su amor por el hombre a través de sus obras como en su pintura de 1961: "Nosotros dos muchachos juntos y apegados"  (We Two Boys Together Clinging en inglés), llamado así por un poema de Walt Whitman. En 1963 pintaba hombres juntos, como en su obra "Escena Doméstica, Los Ángeles" donde uno de los hombres se baña mientras el otro le talla la espalda. En el verano de 1966, mientras daba clases en la UCLA, conoció a Peter Schlesinger, en aquel entonces un estudiante de arte que posó para pinturas y dibujos.
En la mañana del 18 de marzo del 2013, el asistente de Hockney de 23 años, Dominic Elliot, murió por abuso de drogas y alcohol en el estudio del artista en Bridlington. Elliot había sido jugador del equipo de rugby de Bridlington. El compañero de Hockney informó haber llevado a Elliot al Hospital General de Scarborough, en el Norte de Yorkshire, donde habría de morir.

## Trabajo
Hockney realizó estampados, retratos de amigos y diseñó escenografías para el Royal Court Theatre, el Festival de Glyndebourne, La Scala y la Metropolitan Opera House en Nueva York. El artista nació con sinestesia y en consecuencia ve colores sinestéticos en respuesta a estímulos musicales. Esto no se ve reflejado en sus pinturas ni trabajo fotográfico, pero es uno de los principios que utiliza para el diseño de escenografías para óperas y ballet; él basa los colores del fondo y la iluminación en los colores que ve mientras escucha las piezas musicales.

### Retratos
Se dedicó al retrato en diferentes periodos de su carrera. Desde 1968 pintó a sus amigos, amantes y parientes a partir de fotografías. La presencia de Hockney queda implícita en estos retratos, ya que las líneas de perspectiva convergen de tal manera que sugieren el punto de vista del artista. Hockney regresa a los mismos sujetos en repetidas ocasiones - sus padres, el artista Mo McDermott (Mo McDermott, 1976), varios escritores que ha conocido, diseñadores de moda como Celia Birtwell y Ossie Clark (El señor y la señora Clark, y Percy, 1970–71), al curador Henry Geldzahler, al marchante de arte Nicholas Wilder, a George Lawson y su amante (bailarín de ballet) Wayne Sleep.
Cuando Hockney llegó a California, dejó de pintar con óleo y comenzó a utilizar pintura acrílica, aplicándola de manera que esta quedara suave, plana y de color brillante. En 1965, el taller de estampados Gemini G.E.L. se acercó al artista para crear una serie de litografías acerca de Los Ángeles. Hockney respondió con la creación de una colección de Arte encontrado.

### Pintura digital
El productor de la BBC Michael Deakin invito a Hockney a que probara un nuevo programa informático para diseñar gráficos de televisión, Paintbox Quantel. El software permitió al artista aplicar un lápiz electrónico a un panel táctil, y las marcas resultantes aparecen en la pantalla para su transmisión, este trabajo se realizo en el año 1986 y resulto en un programa de televisión llamado Painting with Light.

### Los "joiners"
A principios de 1980, Hockney comenzó a producir "joiners", que son collages hechos de fotografías, primero empezó usando impresiones de Polaroid y subsecuentemente estampados de 35mm procesados comercialmente. Hockney creaba imágenes compuestas utilizando fotografías hechas con película instantánea o fotografías reveladas de un solo sujeto ordenadas de manera irregular. Uno de sus primeros fotomontajes fue uno de su Madre. Debido a que las fotografías están tomadas desde diferentes perspectivas y en momentos ligeramente distintos, el trabajo resultante es afín al Cubismo (una de las metas de Hockney), en una discusión de como trabaja la vista humana. Algunas piezas son paisajes, como Pearblossom Highway #2, otras son retratos, Kasmin 1982, y My Mother, Bolton Abbey, 1982.
La creación de los "joiners" ocurrió accidentalmente. Él se dio cuenta de que los fotógrafos de finales de la década de 1960 estaban utilizando lentes angulares. A él no le gustaban estas fotografías porque se veían un tanto distorsionadas. Mientras trabajaba en una pintura de una sala de estar y terraza en Los Ángeles, hizo varias fotografías Polaroid y las pegó juntas sin la intención de que resultaran en una composición. Al observar la composición final se dio cuenta de que había creado una narrativa: era como si el espectador se moviera a través del cuarto. Comenzó a trabajar más con la fotografía después de su descubrimiento y dejó de pintar por un tiempo para desarrollar esta nueva técnica. Frustrado con las limitantes de la fotografía y su enfoque unilateral, regresó a la pintura.

### Trabajo tardío
En 1976, en Atelier Crommelynck, Hockney creó un portafolio de 20 grabados en aguafuerte en el taller de Aldo Crommelynck en 1976. Esta colección se tituló: "La Guitarra Azul: Grabados en Aguafuerte por David Hockney, inspirado por Wallace Stevens quien se inspiró en Pablo Picasso". Los grabados se refieren a temas del poema de Wallace Stevens, "The Man With The Blue Guitar" (El hombre con la guitarra azul). Este poema fue publicado por Petersburg Press en octubre de 1977. Ese mismo año, Petersburg también publicó un libro en el que el poema estaba ilustrado con los grabados.
A Hockney le comisionaron el diseño de la cubierta y algunas páginas para la edición francesa de diciembre de 1985 de la revista Vogue. Consistente con su interés en el cubismo y su admiración hacia Pablo Picasso, Hockney eligió pintar a Celia Birtwell (quien aparece en varias de sus obras) desde diferentes puntos de vista, como si el ojo hubiese escaneado su cara diagonalmente.
En diciembre de 1985, Hockney utilizó el Quantel Paintbox, un programa de computadora que le permitía al artista dibujar directamente en la pantalla. Utilizar este programa era similar a dibujar en PET film (biaxially oriented) para la creación de estampados, área en la que tenía mucha experiencia. El trabajo resultante fue expuesto en una serie de la BBC que perfilaba a varios artistas.
Sus obras fueron utilizadas en la portada del directorio telefónico British Telecom para Bradford en 1989.
Hockney regresaba con más frecuencia a Yorkshire en la década de los noventa (cada tres meses) para visitar a su madre que falleció en 1999. En raras ocasiones se quedaba por más de dos semanas, hasta que en 1997 su amigo Jonathan Silver, que se encontraba en estado terminal, lo alentó a capturar sus entornos locales. Al principio, realizó estas pinturas basándose en sus recuerdos (algunos de su niñez). Hockney regresaba a Yorkshire y se quedaba cada vez más tiempo, para el 2005 se encontraba pintando el campo al aire libre. Compró una residencia y un estudio gigantesco al lado del mar en el pueblo de Bridlington, a 75 millas de donde nació. Las pinturas a base óleo que realizó a partir del 2005 estaban influenciadas por sus estudios intensos en acuarela (2003-2004). Creó pinturas hechas a base de varios lienzos de menor tamaño: nueve, quince o más. Para auxiliarse a visualizar a esa escala, utilizó reproducciones fotográficas digitales. Al final de cada día, el trabajo realizado era fotografiado y Hockney se llevaba una copia impresa a su casa.
En junio de 2007, la pintura más grande de Hockney: Bigger Trees Near Warter, de 15x40 pies, fue colgada en la galería más grande de la Royal Academy en su exhibición anual de verano. Este trabajo "es una escala monumental del Yorkshire nativo de Hockney, entre Bridlington y York... Estaba pintado sobre 50 lienzos individuales, y la mayor parte había sido pintado in situ a lo largo de cinco semanas el invierno anterior." En el 2008, Hockney donó esta pintura a la Tate Gallery en Londres, diciendo: "pensé que si quería darle algo al Tate, tenía que ser algo muy bueno. Va a estar ahí por mucho tiempo. No quiero darles algo de lo que no este completamente orgulloso ... creo que esta es una buena pintura porque es de Inglaterra ... parece ser lo correcto."
Desde el 2009, Hockney ha pintado cientos de retratos, bodegones y paisajes utilizando la brushesapp para (Brushes) iPhone y iPad y suele mandar estas obras a sus amigos. En la Fondation Pierre Bergé de París, se realizó el show: Fleurs fraîches (Flores Frescas). Esta exhibición se inauguró en el 2011 en el Museo Real de Ontario de Toronto y presentó más de 100 de sus dibujos en 25 iPads y 20 iPods. A finales del 2011, Hockney visitó California para pintar el Parque nacional de Yosemite en su iPad. Para la temporada 2012-2013 de la Vienna State Opera, diseñó en su iPad una pintura a gran escala (176 m cuadrados) como parte de la exhibición "Cortina de Seguridad".

### Diseño de escenografías
El primer diseño de Hockney para una ópera se realizó a base de gotas pintadas. Se empleó para la obra The Rake's Progress de Stravinsky en la Glyndebourne Festival Opera en Inglaterra (1975) y para La flauta mágica (1978). En 1981, el accedió a diseñar la escenografía y los vestuarios para tres obras francesas del siglo XX en el Metropolitan Opera House tituladas Fiesta. Las obras fueron:  Parade, un ballet con música de Erik Satie; Las tetas de Tiresias, una obra con un libreto por Guillaume Apollinaire y música de Francis Poulenc, y El niño y los sortilegios, una ópera con un libreto escrito por Colette y música de Maurice Ravel. El set para El niño y los sortilegios es una instalación permanente en la Spalding House (ramificación del Honolulu Museum of Art). Diseñó sets para la obra Turandot de Puccini en 1991 en la Opera lírica de Chicago y para la obra de Richard Strauss, La mujer sin sombra en 1992 en la Royal Opera House en Londres. En 1994, él diseñó los vestuarios y escenografía de doce operas arias para Plácido Domingo en la Operalia de la Ciudad de México. Los avances técnicos le han permitido crear modelos cada vez más complejos. En su estudio, él tenía un telón de 6 pies (1,8 m) por 4 pies (1,2 m) donde construía sets a escala 1:8. También utilizó un set computarizado que le permitió programar momentos de la iluminación para sincronizarla con la música.

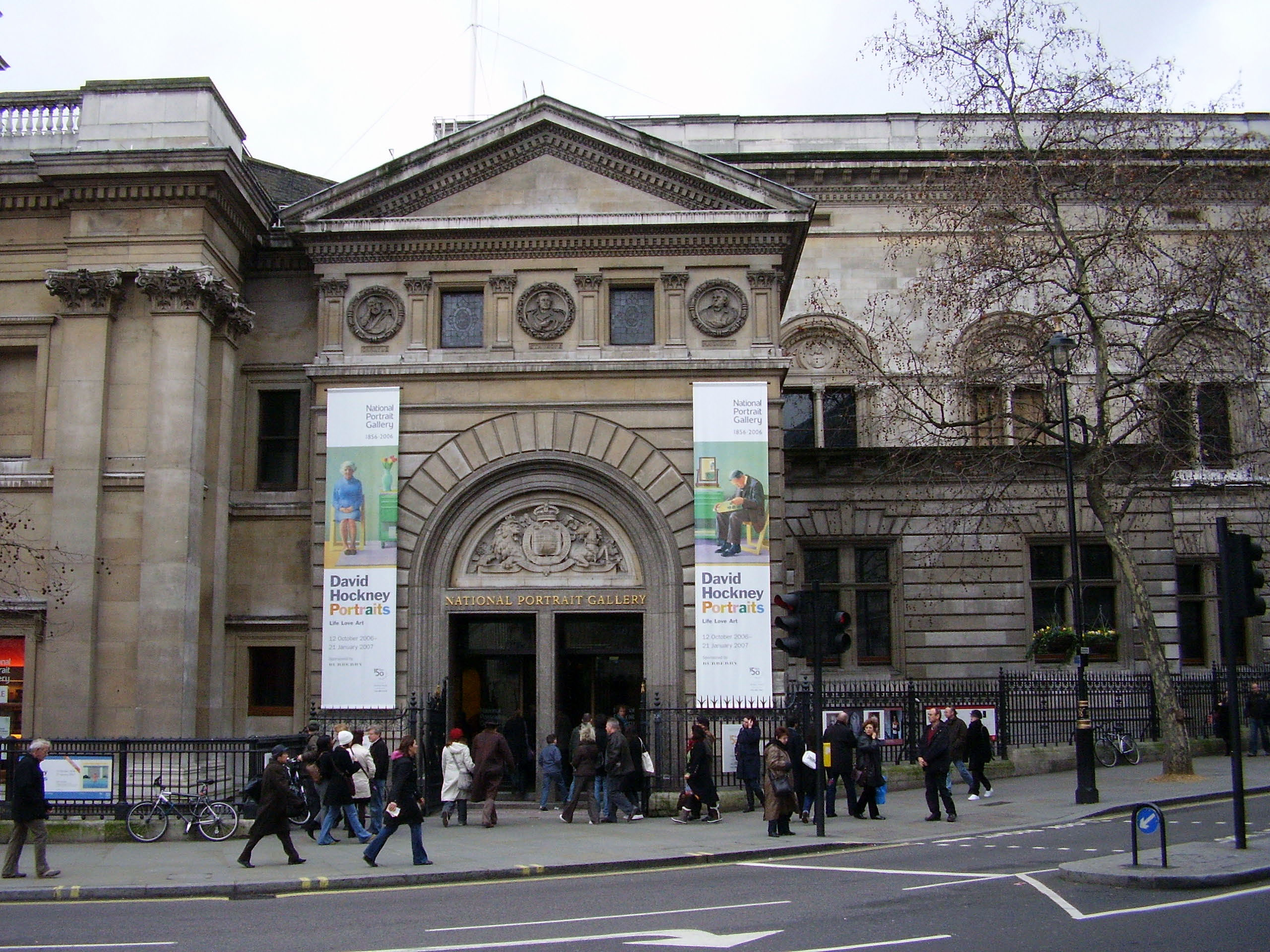
Exposición dedicada sus retratos en la National Portrait Gallery

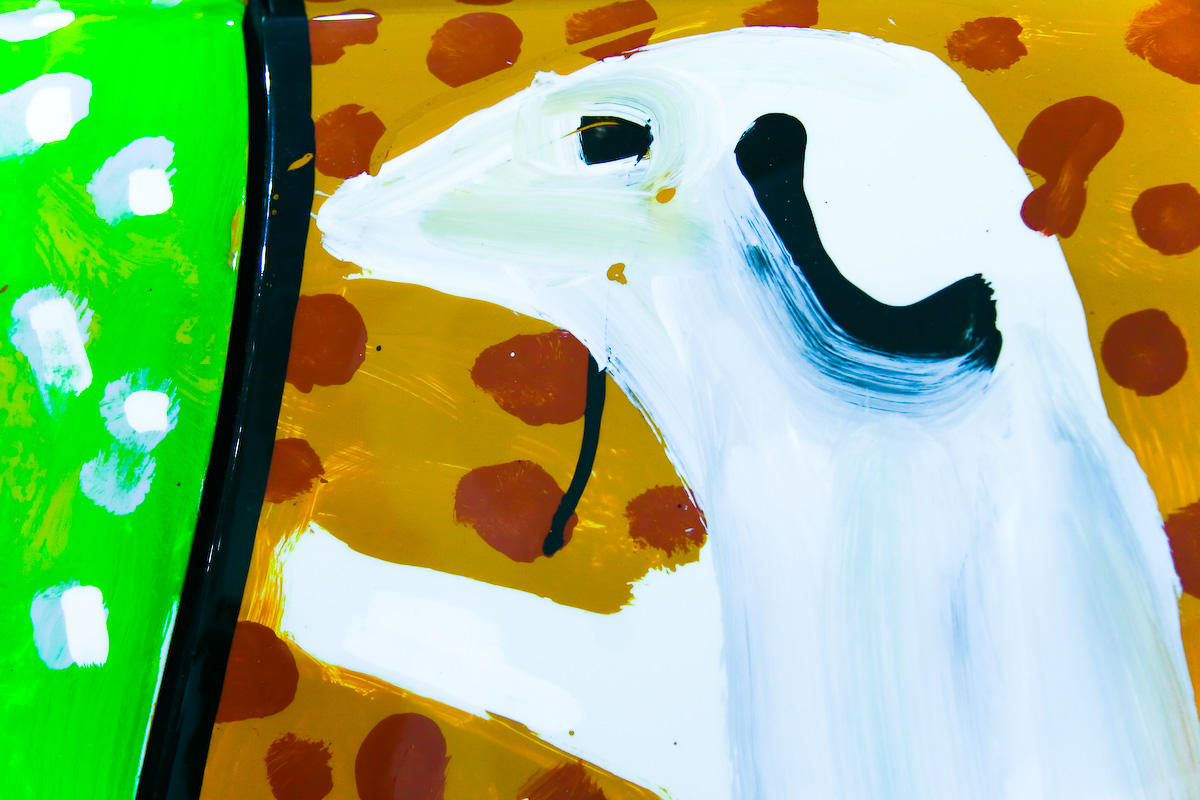
1995 BMW 850 CSi

## Exhibiciones
Hockney tuvo su primera exhibición, per se, en 1963 a la edad de 26 años, y para 1970, la Whitechapel Gallery en Londres habría de realizar su primera gran retrospectiva. En el 2004, fue incluido en el Bienal Whitney, donde sus retratos fueron puestos en la galería a la par de varios artistas más jóvenes para los cuales Hockney era una inspiración.
En octubre de 2006, la National Portrait Gallery de Londres organizó una de las más grandes exhibiciones de los retratos de Hockney (cinco décadas de trabajo), incluyendo 150 pinturas, estampados, dibujos, cuadernos de esbozos y foto-collages. La colección incluía desde sus autorretratos más tempranos a retratos finalizados en el 2005. Hockney asistió en la exhibición y la curación de la misma; esta duró hasta enero de 2007 y fue una de las más exitosas en la historia de la galería. "David Hockney: Just Nature" atrajo un aproximado de 100 000 visitantes en el Kunsthalle Würth en Schwäbisch Hall, Alemania en el 2009.
Del 21 de enero de 2012 al 9 de abril de 2012, la Royal Academy presentó A Bigger Picture. Esta exhibición incluía más de 150 trabajos y muchos de ellos eran tan grandes que ocupaban paredes completas de la galería. La exhibición estaba dedicada a paisajes, especialmente árboles y túneles de árboles. Algunos trabajos son pinturas de óleo y acuarelas inspiradas en su nativo Yorkshire. Alrededor de 50 dibujos fueron creados con un iPad e impresos en papel. Hockney dijo en una entrevista en el 2012: "se trata de cosas grandes. Puedes agrandar las pinturas. También estamos haciendo fotografías más grandes, videos más grandes y todo lo relacionado con el dibujo." La exhibición se movió al Museo Guggenheim Bilbaoen España del 15 de mayo al 30 de septiembre, y de ahí al Museo Ludwig en Colonia, Alemania del 27 de octubre de 2012 al 3 de febrero de 2013.
Del 26 de octubre de 2013 al 30 de enero, la exhibición "David Hockney: Una Exhibición más Grande fue presentada en el M. H. de Young Memorial Museum (uno de los museos de las Bellas Artes de San Francisco) y se mostraron trabajos del artista desde el año 2002. Se incluyeron retratos hechos en Photoshop, óleos de lienzos múltiples, paisajes de iPad y películas digitales filmadas con múltiples cámaras.
'Hockney, Printmaker', curada por Richard Lloyd (cabeza Internacional de Estampados en Christie's), fue la primera gran exhibición con un enfoque en la carrera de estampados de Hockney. La exhibición se mantuvo del 5 de febrero al 11 de mayo de 2014 en la Dulwich Picture Gallery antes de irse al The Bowes Museum, en Barnard Castle.
En 2017, en el Museo Guggenheim Bilbao se celebró la exposición 82 retratos y una naturaleza muerta, una exposición en la que Hockney representó por igual a gente socialmente reconocida y a personas totalmente desconocidas.

## Colecciones
Muchos de los trabajos de Hockney residen cerca de su ciudad natal, Bradford, en Salts Mill, Saltaire. La colección del escritor Christopher Isherwood es considerada la colección privada de obras de Hockney más importante del mundo. En la década de 1990, el compañero de vida de Isherwood, Don Bachardy donó la colección completa a la fundación. Sus obras se encuentran en numerosas colecciones públicas y privadas alrededor del mundo, incluyendo:
- Honolulu Museum of Art
- Museo de Bellas Artes (Boston)
- National Gallery of Australia, en Canberra
- Museo Louisiana de arte moderno, Humlebæk, Dinamarca
- Instituto de Arte de Chicago
- National Portrait Gallery, en Londres.
- Kennedy Museum of Art, Atenas, Ohio
- Tate Gallery, Londres
- Museo J. Paul Getty, Los Ángeles
- Museo de Arte del Condado de Los Ángeles
- Walker Art Center, Mineápolis
- Museo Metropolitano de Arte, en Nueva York
- Museo de Arte Moderno de Nueva York
- Centro Pompidou, París
- Museo de Arte de Filadelfia
- M. H. de Young Memorial Museum, San Francisco
- Museum of Contemporary Art, Tokyo
- MUMOK, Viena
- Hirshhorn Museum and Sculpture Garden, Washington, D.C.
- Smithsonian American Art Museum, Washington, D.C.[32]

## Reconocimientos
En 1967, la pintura de Hockney, Pedro saliendo de la alberca de Nick, ganó el John Moores Painting Prize en la Walker Art Gallery en Liverpool. A Hockney se le ofreció el título de caballero en 1990 pero lo rechazó, hasta que en enero del 2012 aceptó la Orden de Mérito del Reino Unido. Fue galardonado con la medalla del progreso de la Royal Photographic Society en 1988 y con la medalla especial del 150 aniversario, así como con la Beca Honoraria (HonFRPS) en reconocimiento a su contribución significativa al arte de la fotografía en el 2003. Se le hizo parte de la Orden de los Compañeros de Honor en 1997 y es un Royal Academician (Académico Real). En el 2012 la reina Isabel II del Reino Unido lo hizo parte de la Orden de Mérito del Reino Unido, un honor restringido a tan sólo 24 miembros en total por sus contribuciones al arte y la ciencia.
Hockney fue un Distinguido Honrado de la National Arts Association en Los Ángeles en 1991 y recibió el primer Premio Anual de Logros de la Archives of American Art en Los Ángeles en 1993. Fue contactado por el Comité de Fideicomisarios de Asociados Americanos, del Fideicomiso de la Real Academia en Nueva York en 1992 y en 1997 le entregaron una membresía Foránea Honoraria a la Academia Estadounidense de las Artes y las Ciencias en Cambridge, Massachusetts. Hockney fue premiado con el Premio Lorenzo de' Medici por Carrera Vitalicia en el Bienal de Florencia del 2003 en Italia.
The Other Art Fair realizó una encuesta en noviembre de 2011 acerca de 1,000 pintores británicos y escultores que declaró a Hockney como el artista más influyente de todos los tiempos de Gran Bretaña

## Mercado del Arte
Desde 1963, Hockney ha sido representado por el marchante de arte, John Kasmin y por Annely Juda Fine Art en Londres. El 21 de junio de 2006, la pintura "El chapuzón" de Hockney se vendió por £2.6 millones de libras. Un Gran Cañón más Grande, una serie de 60 pinturas combinadas para crear una sola imagen, fue comprada por la National Gallery of Australia en $4.6 millones. Beverly Hills Housewife (1966–67) es un acrílico de 12 pies de largo que representa a la coleccionista Betty Freeman parada junto a su alberca en un vestido largo y rosa; se vendió por $7.9 millones de dólares en Christie's Nueva York en el 2008 y fue el precio más alto del lote, además de un precio récord para Hockney.

## La Tesis Hockney-Falco
En el programa de televisión y libro de 2001, Conocimiento Secreto, Hockney plantea que los Maestros Antiguos utilizaron la técnica de la Cámara oscura que proyectaba imágenes sobre la superficie que se deseaba pintar. Hockney argumenta que esta técnica migro gradualmente a Italia y a Europa, y es la explicación para el estilo fotográfico de las pinturas del Renacimiento y de periodos posteriores. El publicó sus conclusiones en el libro "Secret Knowledge: Rediscovering the Lost Techniques of the Old Masters", en el 2001.

## Vida pública
Al igual que su padre, Hockney era un objetor de conciencia y trabajó como asistente de enfermero en hospitales durante su servicio militar de 1957 a 1959.
Hockney fue el fundador del Museum of Contemporary Art, Los Ángeles en 1979. Es parte del comité de asesoría de la revista de política Revista Standpoint, y contribuyó a los sketches originales para la edición de lanzamiento en junio de 2008.
Hockney es un firme defensor del tabaquismo y fue invitado al programa "Hoy" de la BBC el 29 de diciembre de 2009 para expresar sus opiniones sobre el tema.
En octubre de 2010, él y otros cien artistas firmaron una carta a la Secretaría de Cultura, Medios y Deportes del Estado protestando en contra de los recortes de presupuesto hacia las artes.

## Cultura popular

### Moda
En el 2005, el director creativo de Burberry, Christopher Bailey centró toda su colección primavera/verano de caballero alrededor del artista y en el 2012 la diseñadora Vivienne Westwood, amiga cercana del artista, nombró una chamarra en su honor. En el 2011 la revista GQ británica lo nombró uno de los 50 con más estilo de la Gran Bretaña y en marzo de 2013 se listó en The Guardian como uno de los "50 mejor vestidos de 50 años".

### Filme
Hockney fue el tema de la película A Bigger Splash de Jack Hazan en 1974, llamada así por la pintura más famosa de la serie de albercas de Hockney.
Hockney también sirvió de inspiración para el artista Billy Pappas en el documental Waiting for Hockney (2008), que debutó en el Festival de cine de Tribeca del 2008.

### Impreso
David Hockney: A Rake's Progress (2012) es una biografía del artista desde 1937 hasta 1975 por el escritor y fotógrafo Christopher Simon Sykes.

### Radio
El 14 de agosto del 2012, Hockney fue el tema del programa de radio de la BBC Radio 4 Extra:The New Elizabethans, presentado por James Naughtie.
En diciembre de 2012, The Sunday Times publicó por primera vez algunos trabajos que había comisionado a Hockney en un viaje a Egipto en 1963, que habían permanecido archivados por el asesinato de John F. Kennedy. El comisionado fue liquidado en su totalidad, pero las obras no habían sido publicadas.

### Televisión
En el tercer episodio de la primera temporada de la serie de televisión Los Soprano, Tony Soprano y su comare Irina Peltsin discuten una pintura de una alberca que le recordaba a David Hockey.
En la serie de Netflix BoJack Horseman, BoJack tiene en su estudio una copia de Retrato de un artista en la que aparece él mismo fuera y dentro de la piscina. Este cuadro se mantiene durante toda la serie y es un reflejo del propio narcisismo del protagonista.

## La fundación David Hockney
En el 2012, Hockney, transfirió pinturas valoradas en 124.2 millones de dólares a la fundación de David Hockney, y donó 1.2 millones de dólares en efectivo para ayudar a financiar las operaciones de la fundación. El artista planea regalar sus pinturas a galerías como Los Angeles County Museum of Art y el Tate Modern en Londres a través de la fundación.

## Libros de Hockney
- 72 Drawings (1971), Jonathan Cape, Londres, ISBN 0-224-00655-X
- David Hockney (1976), Thames and Hudson, Londres, ISBN 0-500-09108-0
- Travels with Pen, Pencil and Ink (1978), Petersburg Press, Nueva York, ISBN 0-902825-07-0
- Pictures by David Hockney (ed. Nikos Stangos) (1979), Thames and Hudson, Londres, ISBN 0-500-27163-1
- Blue Guitar: Etchings by David Hockney Who Was Inspired by Wallace Stevens Who Was Inspired by Pablo Picasso (1977), Petersburg Press, Nueva York, ISBN 0-902825-03-8
- Photographs (1982), Petersburg Press, Nueva York, ISBN 0-902825-15-1
- Hockney's Photographs (1983), Arts Council of Great Britain, Londres, ISBN 0-7287-0382-3
- Martha's Vineyard and other places: My Third Sketchbook from the Summer of 1982 (con Nikos Stangos), (1985), Thames and Hudson, Londres, ISBN 0-500-23446-9
- David Hockney: Faces 1966–1984 (1987), Thames and Hudson, Londres, ISBN 0-500-27464-9
- Hockney's Alphabet (with Stephen Spender) (1991) Random House, Londres, ISBN 0-679-41066-X
- David Hockney: Some Very New Paintings (Introducción por William Hardie) (1993), William Hardie Gallery, Glasgow, ISBN 1-872878-03-2
- Off the Wall: A Collection of David Hockney's Posters 1987–94 (con Brian Baggott) (1994), Pavilion Books, ISBN 1-85793-421-0
- Hockney's Pictures (2006), Thames and Hudson, Londres, ISBN 0-500-28671-X
- David Hockney: Poster Art (1995), Chronicle Books, ISBN 0-8118-0915-3
- That's the Way I See It (with Nikos Stangos) (1989), Thames and Hudson, Londres, ISBN 0-500-28085-1
- Secret Knowledge: Rediscovering the lost techniques of the Old Masters (2006), Thames and Hudson, Londres, ISBN 0-500-28638-8
- Hockney On Art: Conversations with Paul Joyce (2008), Little, Brown and Company, Nueva York, ISBN 1-4087-0157-X
- David Hockney's Dog Days (2011), Thames and Hudson, Londres, ISBN 0-500-28627-2
- A Yorkshire Sketchbook (2011), Royal Academy, Londres, ISBN 1-907533-23-0